# Miguel Nunes
Miguel Silveira Viana Marques Nunes (Lisboa, 11 de agosto de 1976) es un deportista portugués que compitió en vela en la clase 470.
Ganó una medalla de plata en el Campeonato Mundial de 470 de 2008 y dos medallas en el Campeonato Europeo de 470, oro en 2007 y bronce en 1998.
Participó en cuatro Juegos Olímpicos de Verano, ocupando el quinto lugar en Sídney 2000, el séptimo en Atenas 2004, el octavo en Pekín 2008 y el octavo en Londres 2012.

## Palmarés internacional
| \| Campeonato Mundial \| Campeonato Mundial \| Campeonato Mundial \| Campeonato Mundial \| \| Año \| Lugar \| Medalla \| Clase \| \| ------------------ \| --------------------- \| ------------------ \| ------------------ \| \| 2008 \| Melbourne (Australia) \| Medalla de plata \| 470 \| \| Campeonato Europeo \| \| \| \| \| Año \| Lugar \| Medalla \| Clase \| \| 1998 \| Çeşme (Turquía) \| Medalla de bronce \| 470 \| \| 2007 \| Salónica (Grecia) \| Medalla de oro \| 470 \| |                       |                   |       |
| Campeonato Mundial |                       |                   |       |
| Año | Lugar                 | Medalla           | Clase |
| 2008 | Melbourne (Australia) | Medalla de plata  | 470   |
| Campeonato Europeo |                       |                   |       |
| Año | Lugar                 | Medalla           | Clase |
| 1998 | Çeşme (Turquía)       | Medalla de bronce | 470   |
| 2007 | Salónica (Grecia)     | Medalla de oro    | 470   |